# 2017년 여성 행진
2017년에 이루어진 여성 행진(영어: Women's March)은 미국 제45대 대통령 도널드 트럼프 취임 다음 날인 2017년 1월 21일 미국 워싱턴 D.C.를 중심으로 세계 각지에서 일어난 시위이다. 시위의 목적은 여성 인권과 성소수자 인권 증진, 이민자 정책 개혁 그리고 인종 차별·노동·환경 문제 제기이다. 본래 워싱턴 D.C.에서 이루어지려고 했던 시위로 워싱턴 여성 행진(Women's March on Washington)이라고 하였다. "직무 첫 날을 맞이한 우리의 새 행정부와 전세계에 '여성의 권리는 인권이다.'(Women's rights are human rights.)라는 강력한 메시지를 전달하는 게 목적이다."
워싱턴의 시위 상황은 유튜브, 페이스북, 트위트 등 SNS을 통해 생중계되었다. 워싱턴 시위 인원은 50만명 이상으로 추산되며, 미국 전역 시위 인원은 290만명에서 420만명으로 추산된다. 미국 역사상 가장 규모가 단일 시위가 되었다. 워싱턴 이외에도 전세계 168여국에서 408개의 행진이 일어났다. 대한민국 서울에서도 2천여명의 시위대가 참여했다.

## 배경

### 주요 인물
- 공동의장 4인
  - 린다 사르수르(Linda Sarsour): 뉴욕 아랍계 미국인협회 총괄이사.
  - 타미카 말로리(Tamika Mallory): 정치 조직인. 전 "National Action Network" 총괄이사.
  - 카르멘 페레스(Carmen Perez): "The Gathering for Justice" 총괄이사.
  - 밥 블랜드(Bob Bland): 패션 디자이너.[7][8]

- 바네사 러블(Vanessa Wruble): 캠페인 집행장. "오케이아프리카" 공동 창립자·공동 의장.[9]
- 명예 공동의장: 글로리아 스타이넘, 해리 벨라폰테, 라돈나 해리스, 앤젤라 데이비스, 돌로레스 후에르타.[10][11]
- 세실 리차드(Cecile Richards): "Planned Parenthood" 의장.

주최자들은 2016년 미국 대통령 선거 다음 날인 2016년 11월 9일부터 행진에 관한 계획을 수립하기 시작했다. 도널드 트럼프 측이 내세운 문구들이 분열적이며 인종차별적이고 여성혐오적이라 느낀 이유에서였다.
하와이의 테레사 슉은 페이스북 이벤트 페이지를 만들어 40명의 친구들을 초대했다. 이후 에비 하몬, 폰테인 피어슨, 밥 블랜드, 브리애나 버틀러 등이 비슷한 페이스북 페이지들을 만들었고 수천명의 여성들이 행진 참여에 서명했다. 하몬, 피어슨, 버틀러는 연대를 결정하고 공식 워싱턴 여성 행진 조직을 출범했다. 공동 창립자이자 캠페인 집행장인 바네사 러블은 다양한 인종·배경의 여성들을 행진에 참여시키기 위해 밥 블랜드, 타미카 D. 말로리, 카르멘 페레스 그리고 아랍계 인사인 린다 사르수르를 합류시켰다.
주최자들은 이번 시위를 단순히 트럼프를 성토하기 위한 자리가 아니라 말한다. "여성 인권 문제에 대한 대책을 강구하기 위함이며 더 나아가 사회 정의와 인종, 민족, 성, 종교, 이민, 의료복지 등 다양한 인권 문제를 위한 무대입니다."
도널드 트럼프는 선거 유세 기간동안 "Planned Parenthood"가 낙태 지원을 그만 두지 않는 한 자금 지원은 없을 거이라 말해왔다. 이런 배경에서 "Planned Parenthood" 역시 행진에 참여해 스태프를 지원하고 대규모 행진 조직을 위해 홍보에 앞섰다.

### 행진 이름 결정

워싱턴 여성 행진 로고

처음에는 "Million Women March"라 이름 붙였으나, 결국 1963년 워싱턴 행진에서 이름을 본따 "Women's March on Washington"이라 짓기로 결정했다. 1963년 워싱턴 행진은 마틴 루터 킹 주니어가 "I Have a Dream" 연설을 했던 행진이다. 이번 행진에서는 1997년 미국 필라델피아에서 일어났던 "Million Woman March"에 경의를 표할 계획이다. 당시 행진에서는 수십만의 아프리카계 미국인 여성들이 참여했다고 전해진다.

## 위치

### 미국 워싱턴 D.C.
주최자들은 1963년 마틴 루터 킹 주니어가 링컨 기념관 앞에서 "I Have a Dream" 연설을 했던 것처럼 그 곳에서 행사를 하길 원했다. 하지만 미국 국립공원관리청은 대통령 취임식 등 이미 장소 사용 일정이 잡혔다는 이유로 행진 주최측에 장소 사용 허가를 내주지 않았다.
2016년 12월 9일 주최측은 행진이 미국 의회의사당 남서쪽에 위치한 인디펜던스 거리에서부터 내셔널 몰을 따라 이루어질 것이라고 발표했다.

### 대한민국
한국 시각 2017년 1월 21일, 대한민국 서울 강남역 10번출구에서 자매 행사로서 "서울 여성 행진"(Women's March on Seoul)이 개최되었다. 시위에는 주최 측 추산 2000여명이 참여했다.

## 참여
2017년 1월 16일 폭스 뉴스는 당국이 50만여명이 행진에 참여할 거라 예상한다고 보도했다. 시위 허가를 내줄 때 미국 국립공원관리청은 시위 인원을 20만명으로 예상했으나, 시위 당일 워싱턴 D.C. 국토안보부는 인원을 50만명으로 조정·추산했다.

### 연설자
2017년 1월 18일 연설자 리스트가 발표되었다.
- 세실 리차드
- 일리야사 샤바즈
- 자넷 모크
- 라돈나 해리스
- 메리엄 알리
- 랍비 샤론 브로스
- 수녀 사이먼 캠벨
- 소피 크루즈
- 아메리카 페레라
- 앤젤라 데이비스
- 글로리아 스타이넘
- 애슐리 저드
- 스칼렛 요한슨
- 멜리사 해리스페리
- 마이클 무어
- 랜디 와인가튼
- 밴 존스
- 크리스틴 로우핀크바이너
- 로슬린 브록
- 뮤리얼 바우저
- 아이젠 푸

2017년 1월 10일 주최측은 배우 아메리카 페레라가 아티스트 위원회장을 맡았으며 첼시 핸들러, 젠다야, 케이티 페리, 마돈나, 셰어가 참여할 것이라고 발표했다.

### 푸시햇(Pussyhat) 프로젝트

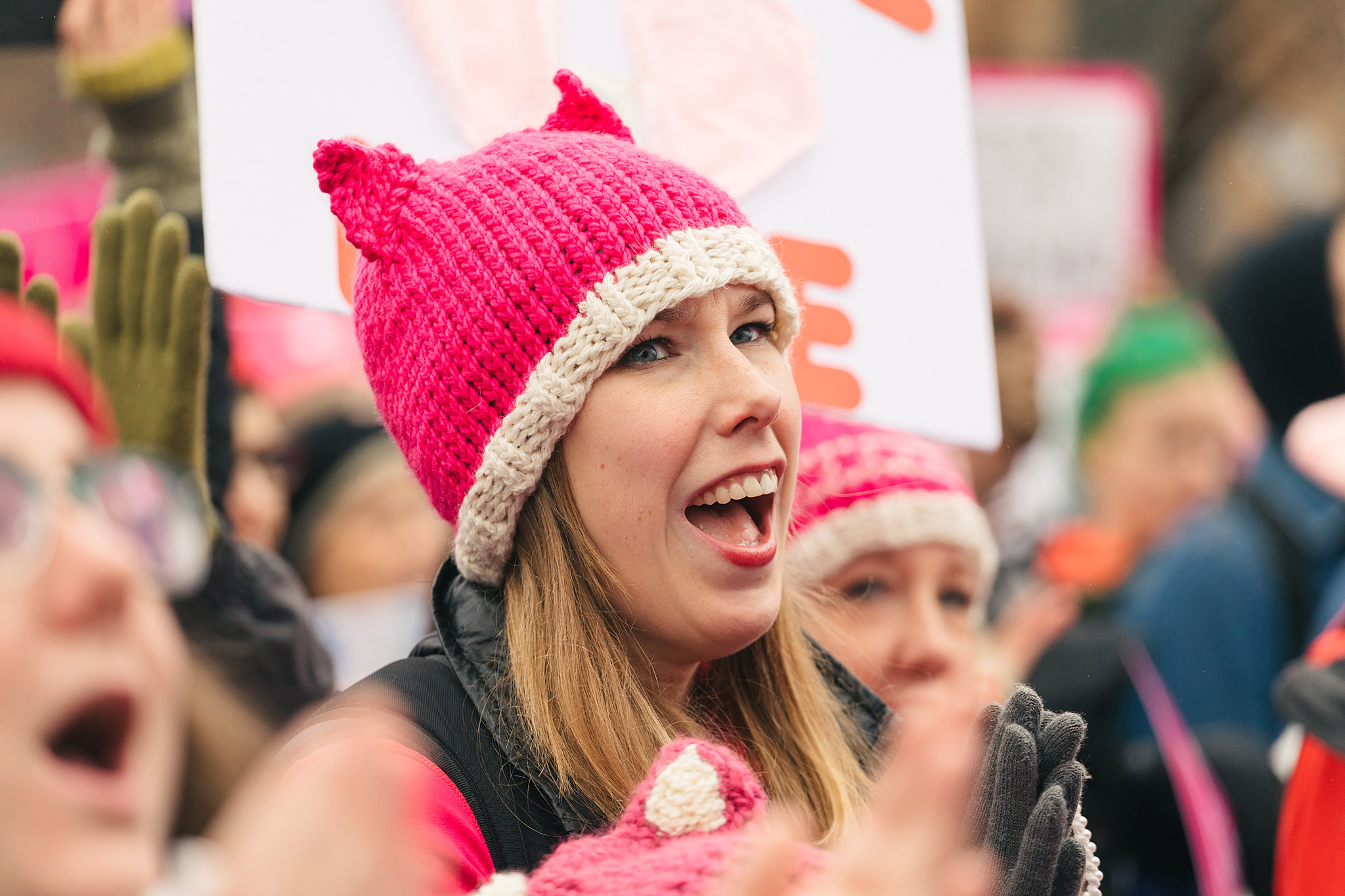
푸시햇을 쓴 시위 참가자

핑크색 털실로 푸시햇을 만들어 행진에 쓰고 참여하자는 프로젝트이다. 모자를 통해 단일, 다양성, 배려, 힘을 보여주자는 의미이다.
사전적으로 영어단어 Pussy는 "새끼 고양이"를 뜻하지만, 여성과 여성의 성기를 폄하하는 비속어로도 쓰인다. 푸시햇은 이러한 안 좋은 의미를 희석하자는 메시지를 담고 있다. 또, 음담패설로 구설수에 올랐던 트럼프의 2005년 발언인 "당신이 스타라면 여성의 성기(Pussy)를 움켜쥘 수 있다."를 겨냥하기도 한다. 이러한 단어의 의미때문에 모자 상단에는 고양이의 귀처럼 귀모양이 달려있다.
푸시햇 제작이 전국적인 열풍을 타면서 핑크색 털실 부족 사태가 일어나기도했다.